# المسجد الصغير (حيفا)
مسجد حيفا الصغير، مسجد أثري يعود بناؤه للحقبة العثمانية في فلسطين. في البلدة القديمة لمدينة حيفا. بناه حاكم الجليل ظاهر العمر عام 1761، وهو عام تأسيس حيفا الحديثة على يده. ويُعتبر أقدم مساجد المدينة على الإطلاق.بعد معركة حيفا عام 1948 دمرت إسرائيل معظم المنازل بالبلدة القديمة التي يقع فيها المسجد، إلاّ إنها حافظت على بعض المساجد والكنائس، بما في ذلك المسجد هذا.

## الطراز المعماري

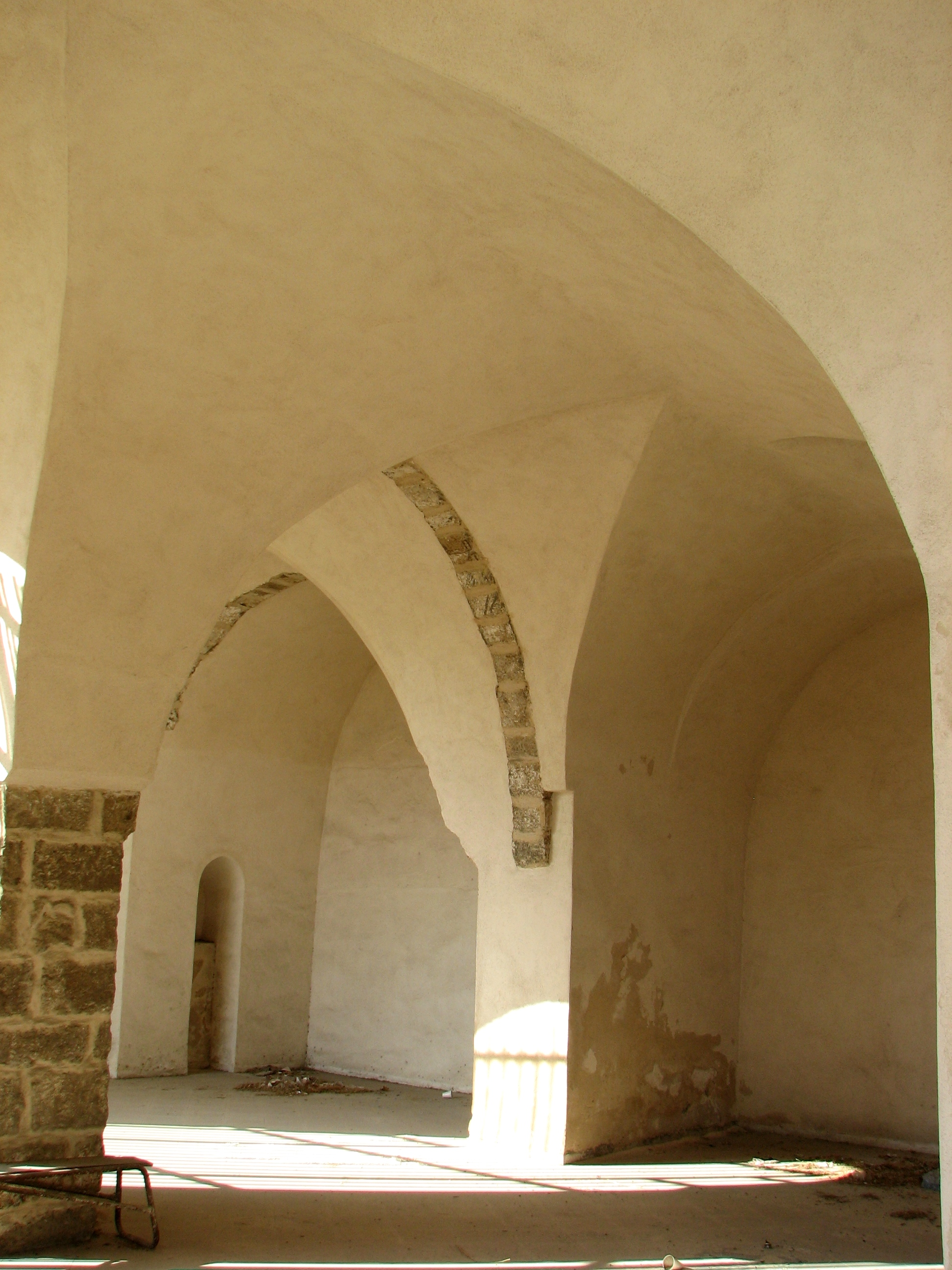
عقد من الداخل.

حافظت بقايا المسجد الأصلي على شكلها الذي يتخذ شكل حرف L، ويتكون من غرفتين مترابطة. بالأمام هناك ثلاثة أقواس، منها أقواس لمدخل المبنى. كما يحتوي المسجد على منارة مخروطية واحدة ذات طراز معماري عثماني.